# Thouarella biserialis
Thouarella biserialis is een zachte koraalsoort uit de familie Primnoidae. De koraalsoort komt uit het geslacht Thouarella. Thouarella biserialis werd in 1908 voor het eerst wetenschappelijk beschreven door Nutting. 